# Exabit
Exabit (Eb eller Ebit) är en informationsenhet samt en multipel av bit. Namnet kommer av SI-prefixet exa (E), för en triljon, och bit (b).
1 exabit = 1018 bitar = 1 000 000 000 000 000 000 bitar
Exabit är relaterat till enheten exbibit (Eib) – en multipel baserad på det binära prefixet exbi (Ei) – som motsvarar 260 bitar = 1 152 921 504 606 847 000 bitar. Ibland används exabit som synonym till exbibit, trots att SI och IEC avråder från detta.
Exabit används för att ange överföringshastighet i datornätverk, då i form av exabit per sekund (Ebps).